# Sladká voda

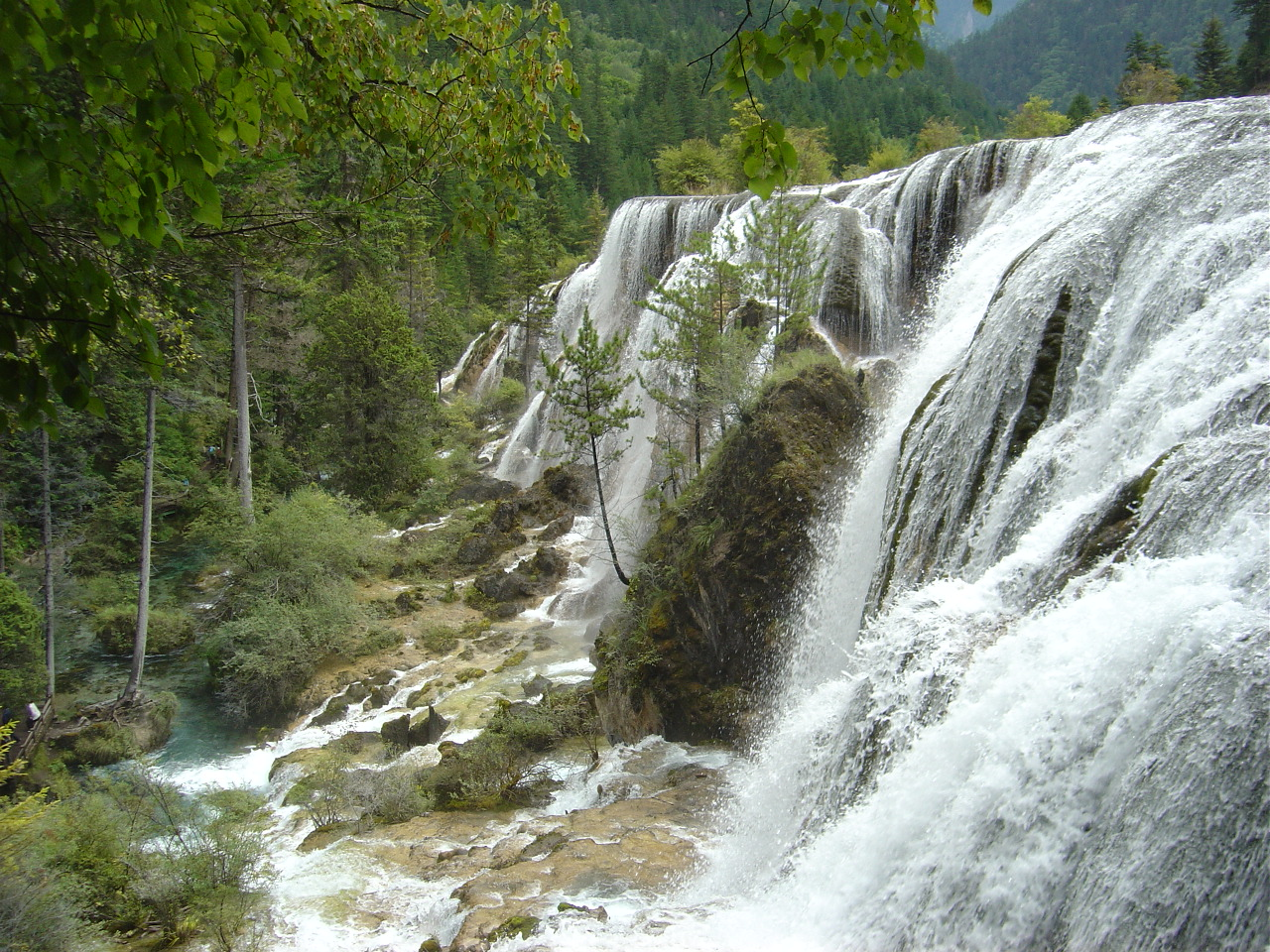
Vodopád v západním Sečuánu v Číně

Sladká voda je název pro vodu přirozeně se vyskytující na povrchu Země, obvykle v potocích, řekách, rybnících, jezerech, rašeliništích a v podzemí v zvodních a podzemních řekách. Sladké vody se vyznačují tím, že mají nízkou koncentraci rozpuštěných solí. Sladká voda je opakem mořské vody, která je slaná. Jejich mísením vznikají brakické vody.
Sladká voda může být jak pitná, tak nepitná, pokud je znečištěna.
Hustota sladké vody je nižší než hustota vody mořské.

## Rozložení sladké vody na Zemi
- Největší množství sladké vody na světě, asi 70 %, je vázáno v ledovcích, a to zejména v Antarktidě a Grónsku.
- Dalších téměř 30 % tvoří podzemní voda, většinou uložená hluboko pod zemským povrchem.
- Pouze necelé 1 % tvoří povrchová voda (nejvíce jí je v jezerech, méně ve vodních tocích), voda v atmosféře a ve veškeré živé hmotě.